# Frigil unicolor
El frigil unicolor (Haplospiza unicolor) és un ocell de la família dels tràupids (Thraupidae).

## Hàbitat i distribució
Habita espesures i bosquets de bambú, normalment a prop de l'aigua, a les terres baixes del sud-est del Brasil, est de Paraguai i nord-est de l'Argentina.